# Русенборг (хоккейный клуб)
«Русенборг» — норвежский хоккейный клуб из города Тронхейм. Основан в 1934 году. С 2010 года выступает в норвежской хоккейной лиге.

## История
Хоккейный клуб «Русенборг» был основан в 1934 году. Долгое время клуб выступал в первом дивизионе, так как в норвежской лиге выступал другой клуб из Тронхейма, «Тронхейм Блэк Пантерз». После его расформирования в 2008 году «Русенборг» стал единственным профессиональным хоккейным клубом в городе. В сезоне 2009/10 клуб вышел в высшую норвежскую лигу. В первом же сезоне команде удалось выйти в плей-офф, где «Русенборг» выбыл в четвертьфинале. Летом 2014 года взрослая команда была расформирована по причине банкротства. Удалось сохранить лишь спортивную школу клуба. 